# Can Candell
Can Candell és una casa de Castell d'Aro, Platja d'Aro i s'Agaró (Baix Empordà) protegida com a Bé Cultural d'Interès Local.

## Descripció
Se situa al marge dret del riu Ridaura, al límit del bosc d'en Candell. L'edifici és al centre d'una parcel·la longitudinal d'eix nord-sud. El terreny entre l'edifici i el Ridaura està actualment cobert per una arbreda continuació del bosc d'en Candell, i que tret d'alguna interrupció puntual, continua al llarg del marge del Ridaura fins al Mas Riembau. En aquest punt de la plana s'ha mantingut part de la trama de camins de terra que connecten les diferent unitats. Alguns d'aquests ja han estat asfaltats, els de més ús; però la majoria conserven el seu traçat i formalització original
L'edifici és compacte, format per un conjunt monolític amb unes cantonades pures, sense volums afegits. La torre de defensa està adossada al volum. Aquesta juntament amb la porta principal i la depressió del terreny a manera de cava, suggereix un petit castell. Tota la casa és projectada per a la seva defensa, amb barbacana inclosa. Actualment consta d'un cos adossat, més baix, amb coberta plana.